# 乱木水库
乱木水库是中国河北省邢台市临城县境内的一座水库，位于子牙河系诋河上，建于1959年。水库正常库容为510万立方米，集雨面积为46平方千米，海拔为112米。